# Nezbedin Selimi
Nezbedin Selimi (Gostivar, 6 ottobre 1984) è un ex calciatore svizzero, di ruolo centrocampista.

## Carriera

### Club
Il 1º luglio 2010 viene acquistato a titolo definitivo dalla squadra albanese del Laçi.